# Desiziati
I Desiziati (in lingua latina Daesitiatae) erano una popolazione illirica che viveva nell'attuale Bosnia ed Erzegovina al tempo della Repubblica romana.
Insieme ai Mezei, i Desiziati facevano parte del gruppo dei Pannoni nella provincia romana di Dalmazia. Sono attestati dal IV secolo a.C. al III secolo d.C. Rappresentarono, secondo quanto racconta Appiano di Alessandria e l'interpretazione moderna di J.J. Wilkes, tra le popolazioni più difficili da sottomettere nel corso delle campagne militari di Ottaviano in Illirico (35-33 a.C.).
Le prove delle loro attività quotidiane possono essere trovate nelle fonti letterarie, così come nei ricchi reperti materiali che appartengono al gruppo culturale autoctono del medio corso della Bosna. Poiché i Desiziati erano presenti durante il dominio romano nei Balcani occidentali, il loro nome è stato trovato in molte iscrizioni e opere storiche di scrittori antichi. Erano una delle popolazioni principali del complesso etno-culturale illirico che si estendeva da nord a sud, dall'Adriatico al Danubio. La loro capitale era la moderna città di Breza, situata nell'attuale Bosnia.